# Lubomyr Huzar
Lubomyr Huzar MSU (ukr. Любомир Гузар) (ur. 26 lutego 1933 we Lwowie, zm. 31 maja 2017 w Kijowie) – ukraiński biskup greckokatolicki, kardynał, studyta, arcybiskup większy kijowsko-halicki.

## Życiorys
Urodził się we Lwowie. Ojciec – Jarosław Huzar (1897, Stanisławów–1963, Stany Zjednoczone), syn Lwa Huzara (pracował jako notariusz w Haliczu) i jego żony Wilhelminy, pracował m.in. w Ukraińskim banku ziemskim we Lwowie. Matka – Rostysława z Demczuków, córka ksiądza greckokatolickiego, proboszcza we wsi Kalne.
Część lat dziecięcych spędził na terytorium Rzeczypospolitej Polskiej. W 1944 przed nadejściem wojsk radzieckich opuścił wraz z rodziną Ukrainę i udał się na emigrację do Austrii. W latach 1944–1949 przebywał w Salzburgu, później w Stanach Zjednoczonych Ameryki.
Studiował filozofię i teologię w Kolegium Świętego Bazylego w Stamford, na Katolickim Uniwersytecie Ameryki w Waszyngtonie, na Fordham University w Nowym Jorku i na Papieskim Uniwersytecie Urbaniana w Rzymie.
30 marca 1958 w katedrze w Stamford przyjął święcenia kapłańskie w obrządku bizantyjskim.
W latach 1958–1969 pracował jako wykładowca w ukraińskim Kolegium św. Bazylego w Stamford. W latach 1969–1972 był profesorem eklezjologii na Papieskim Uniwersytecie Urbaniana w Rzymie. W latach 1966–1969 pełnił funkcje proboszcza parafii greckokatolickiej w Kerhonkson. W 1972 wstąpił do zakonu studytów w Grottaferracie pod Rzymem. W 1974 r. został przeorem tegoż klasztoru.
2 kwietnia 1977 został mianowany przez arcybiskupa Josyfa Slipego sufraganem i otrzymał w Castel Gandolfo potajemnie sakrę biskupią bez wcześniejszego zatwierdzenia papieskiego. Pełnił funkcję archimandryty mnichów studytów na Europę i Amerykę.
W 1993 powrócił na Ukrainę z zadaniem zorganizowania klasztoru studytów w diecezji tarnopolskiej.
W 1995 został wybrany przez Synod Biskupów Ukraińskiego Kościoła Greckokatolickiego na egzarchę kijowsko-wyszhorodzkiego. W 1996 uzyskał potwierdzenie kanoniczności swoich święceń biskupich od papieża Jana Pawła II i 22 lutego 1996 został mianowany biskupem tytularnym Nisa di Licia.
W październiku 1996 został biskupem pomocniczym arcybiskupa większego lwowskiego, z tytułem koadiutora i nadzwyczajnymi pełnomocnictwami duszpasterskimi. Po śmierci kardynała Myrosława Lubacziwskiego 23 grudnia 2000 został mianowany administratorem apostolskim archidiecezji lwowskiej.
25 stycznia 2001 został wybrany przez Synod Biskupów Ukraińskiego Kościoła Greckokatolickiego arcybiskupem większym Lwowa i następnego dnia otrzymał zatwierdzenie swojego tytułu od papieża. W lutym 2001 otrzymał nominację kardynalską, z tytułem kardynała prezbitera S. Sofia a Via Boccea.
Był w gronie osób obecnych przy śmierci Jana Pawła II. Brał udział w konklawe w 2005 r.
Od sierpnia 2005 jako zwierzchnik Kościoła katolickiego obrządku bizantyjsko-ukraińskiego nosił tytuł arcybiskupa większego Kijowa i Halicza. W latach 2005–2010 podejmował starania o podniesienie swojej metropolii do rangi patriarchatu.
3 maja 2008 otrzymał we Lwowie honorowe obywatelstwo tego miasta.
10 lutego 2011 złożył rezygnację z funkcji arcybiskupa większego halicko-kijowskiego i zwierzchnika Kościoła katolickiego obrządku bizantyjsko-ukraińskiego. Funkcję locum tenens po jego dymisji przejął do czasu zwołania Synodu Biskupów Ukraińskiego Kościoła Greckokatolickiego, arcybiskup lwowski Ihor Woźniak.
26 lutego 2013 w związku z ukończeniem 80 roku życia, utracił prawo do udziału w konklawe. Zmarł 31 maja 2017 w Kijowie.

## Odznaczenia
- Order Księcia Jarosława Mądrego III, IV, V klasy – Ukraina[8][9][10]